# The Races of Europe (libro de 1899)

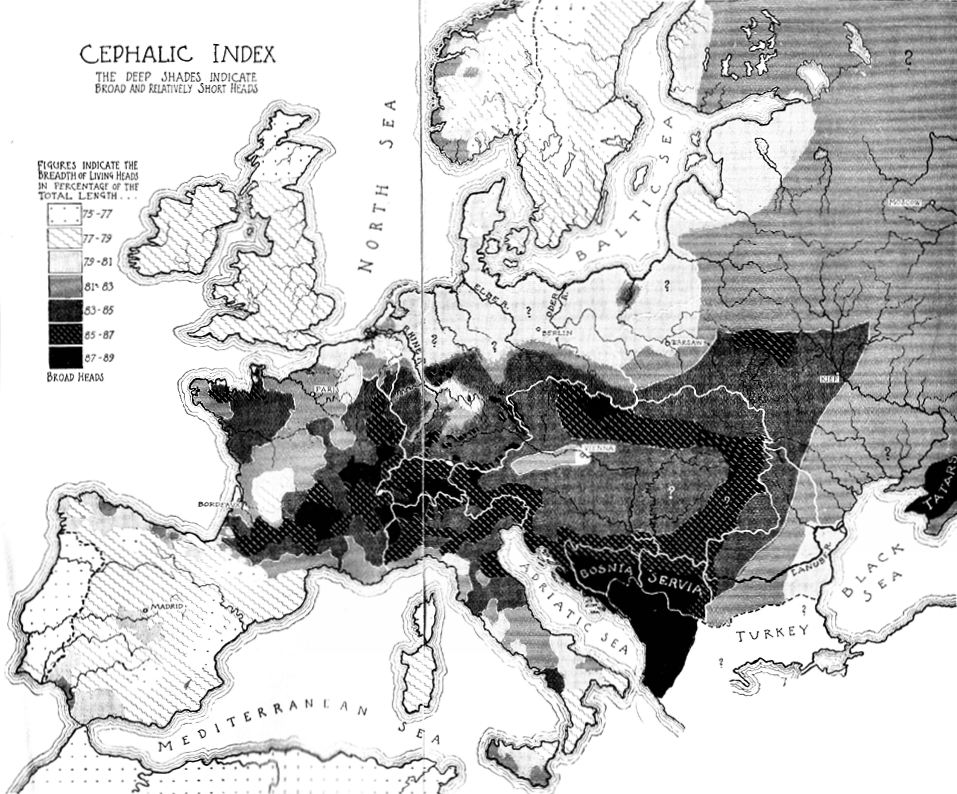
El mapa de índice cefálico de Ripley en Europa, de The Races of Europe (1899).

William Z. Ripley publicó en 1899 The Races of Europe: A Sociological Study (en español: Las razas de Europa: Un estudio sociológico) que surgió a partir de una serie de conferencias que dio en el Instituto Lowell en Columbia en 1896. Ripley creía que la raza era fundamental para comprender la historia humana, aunque su trabajo ofrecía factores ambientales y no biológicos, como las tradiciones, un gran peso también. Él creía, como escribió en la introducción a The Races of Europe, que:
"La raza, propiamente hablando, es responsable solo de aquellas peculiaridades, mentales o corporales, que se transmiten con constancia en la línea de descendencia física directa de padre a hijo. Muchos rasgos mentales, aptitudes o inclinaciones, por otro lado, que reaparecen persistentemente en poblaciones sucesivas pueden derivarse de una fuente completamente diferente. Pueden haber descendido colateralmente, siguiendo la línea de la sugestión puramente mental en virtud del mero contacto social con las generaciones precedentes".
Sin justificar esta afirmación, Ripley escribe en la página 119 que el color de ojos de un niño, es favorecido por el color de ojos del padre y escribe sobre la influencia general de la ascendencia paterna:
"Una sola ley, a la que ya hemos hecho referencia, parece ser verificada. Es esto, a saber, que los tipos, que son combinaciones de rasgos separados, rara vez son estables en una sola línea a través de varias generaciones. las características se transmiten en independencia una de la otra en nueve de cada diez casos. La necesidad absoluta de estudiar a los hombres en grandes masas, para contrarrestar esta tendencia es por lo tanto imperativa".
El libro de Ripley, escrito para ayudar a financiar la educación de sus hijos, se volvió muy respetado en la antropología, reconocido por su cuidadosa escritura y cuidadosa compilación (y crítica) de los datos de muchos otros antropólogos en Europa y los Estados Unidos. Ripley basó sus conclusiones sobre la raza al correlacionar datos antropométricos con datos geográficos, prestando especial atención al uso del índice cefálico, que en ese momento se consideraba una medida bien establecida. A partir de este y otros factores sociogeográficos, Ripley clasificó a los europeos en tres razas distintas:
1. Teutónica: los miembros de la raza septentrional eran de cráneo largo (o dolicocefálicos), altos en estatura, y poseían cabello claro, ojos y piel.
2. Mediterránea: los miembros de la raza meridional eran de cráneo largo (o dolicocefálicos), de talla corta / media, y poseían cabello oscuro, ojos y piel.
3. Alpina: los miembros de la raza central eran de cráneo redondo (o braquicéfalos), robustos en estatura y poseían pelo intermedio, ojos y color de piel.

El sistema de raza tripartito de Ripley lo puso en desacuerdo tanto con los demás sobre el tema de la diferencia humana, incluidos los que insistieron en que había una sola raza europea, y los que insistieron en que había al menos diez razas europeas (como Joseph Deniker, Ripley lo vio como su principal rival). El conflicto entre Ripley y Deniker fue criticado por Jan Czekanowski, quien afirma que "las grandes discrepancias entre sus afirmaciones disminuyen la autoridad de la antropología", y lo que es más, señala que tanto Deniker como Ripley tenían una característica común, ya que ambos omitieron la existencia de una raza armenoide, que Czekanowski afirmó ser una de las cuatro razas principales de Europa, unión especialmente entre los europeos del este y del sur. Ripley fue el primer estadounidense en recibir la Medalla Huxley Memorial del Royal Anthropological Institute en 1908 a causa de sus contribuciones a la antropología.
The Races of Europe, en general, se convirtió en un libro influyente de la Era Progresista en el campo de la taxonomía racial. El sistema tripartito de Ripley fue especialmente defendido por Madison Grant, quien cambió el tipo "teutónico" de Ripley en el tipo nórdico propio de Grant (tomando el nombre, pero poco más, de Deniker), que postuló como una raza maestra. Es en este sentido que el trabajo de Ripley sobre la raza se recuerda generalmente hoy, aunque poco de la ideología de Grant está presente en el trabajo original de Ripley. En 1933, el antropólogo de Harvard, Carleton S. Coon fue invitado a escribir una nueva edición del libro de Ripley de 1899, que Coon dedicó a Ripley. La versión completamente reescrita del libro de Coon se publicó en 1939.